# 八郷隆弘
八郷 隆弘（はちごう たかひろ、1959年〈昭和34年〉5月19日 - ）は、日本の技術者・実業家。本田技研工業株式会社。神奈川県相模原市出身。

## 経歴
武蔵工業大学（現東京都市大学）工学部機械工学科を卒業後、1982年に本田技研工業に入社。入社後は、車体設計を中心に四輪車の研究開発に従事。その後、シャシー設計プロジェクトリーダー、USオデッセイの設計開発責任者代行、ラグレイトの開発責任者、2代目「CR-V」の開発責任者を歴任した。
2008年に本田技研工業執行役員に就任。2012年にホンダモーターヨーロッパ取締役副社長に就任。2013年に本田技研工業（中国）副総経理に就任。2014年に本田技研工業常務執行役員に就任。2015年に専務執行役員を経て代表取締役社長に就任。2021年6月社長退任。後任に三部敏宏が就任。

## 人物
- 本田技術研究所社長を経験しない初の社長として話題となった[要出典]。
- 2011年の東日本大震災直後に鈴鹿製作所の所長となる。部品もなく、造るものもないといった状況下であったが被災した栃木研究所のメンバーを受け入れ、逆境のなかで全員が危機感を共有し、「SKI：スズカ・ケイ・イノベーション」と呼ばれる新しい軽事業の立ち上げプロジェクトがスタート。このプロジェクトから累計生産台数100万台を超えるNシリーズが誕生した[3]。
- 海外法人での勤務歴が長かったこともあり、社長就任時に自家用車を保有していないことも話題となった[要出典][注釈 1]。なお、自家用車に関しては「シビックタイプRが買いたい」とコメントしていた[4]。
- モースポフェス SUZUKA 2019開幕式では、ル・マン24時間を制したF.C.C. TSR Honda FranceのCBR1000RRに跨り、ヤリスWRCをドライブするトヨタ自動車の豊田章男社長と共に鈴鹿サーキットで共演を果たした。八郷は普段から豊田とは仲が良いと語っている[5]。
- 2019年4月1日現在、シビックタイプRおよびCB1100RSを所有している。また、ラグレイトやCR-VのLPL時代はオデッセイを所有していた[2]。
- 社長在任中には、グローバルで四輪生産600万台体制を目指した伊東孝紳前社長の拡大路線修正を図り、狭山工場・英国工場・トルコ工場閉鎖を決断して余剰生産能力を削減。また、創業者である本田宗一郎の社長時代に、副社長の藤沢武夫の意志で本社部門から分社化され「聖域」とされていた四輪車の開発部門を本社部門に再統合するという本田技術研究所の改革も実施。毎年数百億円というコストがかかっていたF1からの撤退も決断するなど[注釈 2]、低迷する四輪の利益率の改善を図り経営資源の効率化と集約化のために数々の改革を断行した。加えて「100年に一度の大変革期」と呼ばれる自動車業界の変化に対応するために、これまでの自前主義を方針転換する形で北米での四輪領域におけるゼネラルモーターズ（GM）とのアライアンスも締結した。
- 大学時代の同級生には自動車評論家でレーシングドライバーの中谷明彦がいる。

## 略歴
- 1978年（昭和53年）3月 - 神奈川県立相模原高等学校卒業[1]。
- 1982年（昭和57年）3月 - 武蔵工業大学（現東京都市大学）工学部機械工学科（流体工学研究室）卒業[6][7]。
- 1982年（昭和57年）4月 - 本田技研工業株式会社入社[8]。
- 2004年（平成16年）4月 - ホンダR&Dアメリカズ・インク上級副社長。
- 2006年（平成18年）4月 - 株式会社本田技術研究所執行役員[8]。
- 2007年（平成19年）4月 - 株式会社本田技術研究所常務執行役員[8]。
- 2008年（平成20年）4月 - 本田技研工業株式会社 購買本部四輪購買二部部長[9]。
- 2008年（平成20年）6月 - 本田技研工業株式会社執行役員 購買本部四輪購買二部部長[10]。
- 2010年（平成22年）4月 - 本田技研工業株式会社執行役員 購買本部購買二部部長[11]。
- 2011年（平成23年）4月 - 本田技研工業株式会社執行役員 生産本部鈴鹿製作所所長[12]。
- 2012年（平成24年）4月 - 本田技研工業株式会社執行役員[13]。
- 2012年（平成24年）4月 - ホンダモーターヨーロッパ・リミテッド取締役副社長[13]。
- 2012年（平成24年）9月 - 株式会社本田技術研究所常務執行役員[8]。
- 2012年（平成24年）9月 - ホンダR&Dヨーロッパ（UK）リミテッド取締役社長。
- 2013年（平成25年）4月 - 本田技研工業株式会社執行役員 中国生産統括責任者[14]。
- 2013年（平成25年）4月 - 本田技研工業（中国）投資有限公司副総経理[14]。
- 2013年（平成25年）11月 - 本田技研科技（中国）有限公司設立[15] 副総経理[8]。
- 2014年（平成26年）4月 - 本田技研工業株式会社常務執行役員 中国生産統括責任者[16]。
- 2015年（平成27年）4月 - 本田技研工業株式会社専務執行役員[17]。
- 2015年（平成27年）5月 - 一般社団法人日本自動車工業会理事[18]。
- 2015年（平成27年）6月 - 本田技研工業株式会社代表取締役社長兼CEO[19][20]。
- 2016年（平成28年）5月 - 一般社団法人日本自動車工業会副会長[21]。
- 2018年（平成30年）6月 - 一般社団法人自動車公正取引協議会会長[22]。
- 2018年（平成30年）6月 - 一般社団法人全国公正取引協議会連合会副会長[23]。
- 2019年（令和2年）4月 - 一般社団法人日本自動車工業会理事[24]。
- 2021年（令和3年）4月 - 本田技研工業株式会社取締役（同年6月退任）[25]。